# Raparna conicephala
Raparna conicephala — вид метеликів з родини еребід (Erebidae).

## Етимологія
Назва походить від грецьких слів χόνιος «запорошений» і χεφαλή «голова» — через сиву запорошену голову.

## Поширення
Вид поширений в Південній Європі (Іспанія, Франція, Греція, Кіпр), Північній Африці (Єгипет, Гамбія, Мавританія, Марокко, Судан), Туреччині, на Близькому Сході, Кавказі, Закавказзі та Середній Азії.